# Mio, min Mio
 For alternative betydninger, se Mio, min Mio (flertydig). (Se også artikler, som begynder med Mio, min Mio)
Mio, min Mio er en børnebog af Astrid Lindgren. Bogen blev første gang udgivet i 1954 i Sverige og er senere blevet oversat til mange forskellige sprog.
Senest genoversat til Dansk i 2. udgave af Kina Bodenhoff i 2005. Her genfindes Astrid Lindgrens oprindelige barske, mundtlige og poetiske sprog.
I 1987 blev den filmatiseret med bl.a. Christian Bale og Christopher Lee i hovedrollerne.

## Handling
Mio, min Mio handler om drengen Bo Vilhelm Olsen (Bosse), som er blevet adopteret af et ældre ægtepar, der ikke bryder sig om drenge. En dag finder Bosse en flaske med en ånd i, og da han befrier ånden, tager den ham med til "Landet i det fjerne".
Da Bosse ankommer til "Landet i det fjerne", får han at vide, at hans rigtige navn er Mio, og at han er søn af landets konge og dermed er en prins. Mio bliver bedste venner med drengen Jum-Jum, får af sin far en hest, Miramis, og er lykkelig i sin nye tilværelse. Men han lærer dog snart, at ikke alt i denne verden er så vidunderligt, som det ser ud til. I nabolandet bor den onde Ridder Kato, hvis had er så stærkt, at selv jorden omkring hans slot er gold og afsveden. Ridder Kato har ladet adskillige børn fra den nærliggende landsby kidnappe, og han er en konstant trussel mod menneskerne i området.
Mio får at vide, at selv om han er en lille dreng, er det hans opgave at bekæmpe Ridder Kato. Sammen med Jum-Jum og Miramis tager Mio af sted for at gå deres skæbne i møde. Det bliver en farefuld færd, hvor de to drenge og hesten udsættes for lidt af hvert.

## Oversættelser
Nedenstående liste viser autoriserede førsteudgaver af Mio, min Mio. Men visse oversættelser blev ikke autoriseret: I Sovjetunionen blev Lindgrens bøger ofte oversat fra russisk til unionens mindre udbredte sprog uden at det svenske forlag blev kontaktet. 
- Afrikaans: Mio, mijn Mio, Human & Rousseau, 1966
- Arabisk: Miyu yã waladi, Dar Al-Muna, 1995
- Bulgarsk: Mili moj Mio, Otecestvo, 1989
- Dansk: Mio, min Mio, Branner og Koch, 1955
- Engelsk: Mio, My Son, Viking, 1956
- Esperanto: Mio, mia filo, Eldona Societo Esperanto, 2006
- Estisk: Mio, mu Mio, Kupar, 1993
- Finsk: Mio, poikani Mio, Söderströms, 1956
- Fransk: Mio, mon Mio, Hachette, 1988
- Færøsk: Mio, mín Mio, Dropin, 1985
- Hebræisk: Mijô mijô sælli, Mahberôt, 1966
- Italiensk: Mio, piccolo Mio, Vallecchi, 1968
- Islandsk: Elsku Mió minn, Mál og menning, 1977
- Japansk: Hakuba no õji Mio, Kodansha, 1958
- Katalansk: Joventut, 1996
- Kinesisk: Mi'ou, wode Mi'ou, Liaoning, 1993
- Lettisk: Mio, manu Mio, Spriditis, 1991
- Litauisk: Mijo, mano Mijo, Lietus 1994
- Nederlandsk: Mio, mijn Mio, van der Peet, 1956
- Norsk: Mio, min Mio, Damm, 1955
- Polsk: Mio, mój Mio, Nasza ksiegarnia, 1968
- Portugisisk: Mio, meu Mio, Edições de Ouro, 1974
- Rumænsk: Mio al Meu, Pandora, 1994
- Russisk: Mio, moj Mio, Karelija, 1979
- Tjekkisk: Mio, můj Mio, Albatros, 1993
- Tysk: Mio, mein Mio, Oetinger, 1955
- Ukrainsk: Veselka, 1989
- Ungarsk: Mio, édes fiam, Fórum, 1962